# Martin Hemmer
Martin Hemmer es un deportista alemán que compitió en piragüismo en la modalidad de eslalon. Ganó dos medallas de bronce en el Campeonato Mundial de Piragüismo en Eslalon, en los años 1989 y 1991.

## Palmarés internacional
| Representando a la RFA   |                             |                   |                |
| Campeonato Mundial       |                             |                   |                |
| Año                      | Lugar                       | Medalla           | Competición    |
| 1989                     | Río Savage (Estados Unidos) | Medalla de bronce | K1 por equipos |
| Representando a Alemania |                             |                   |                |
| Campeonato Mundial       |                             |                   |                |
| Año                      | Lugar                       | Medalla           | Competición    |
| 1991                     | Tacen (Yugoslavia)          | Medalla de bronce | K1 individual  |